# Seekirchen am Wallersee
Seekirchen am Wallersee est une ville autrichienne du district de Salzbourg-Umgebung dans le land de Salzbourg. 

## Géographie

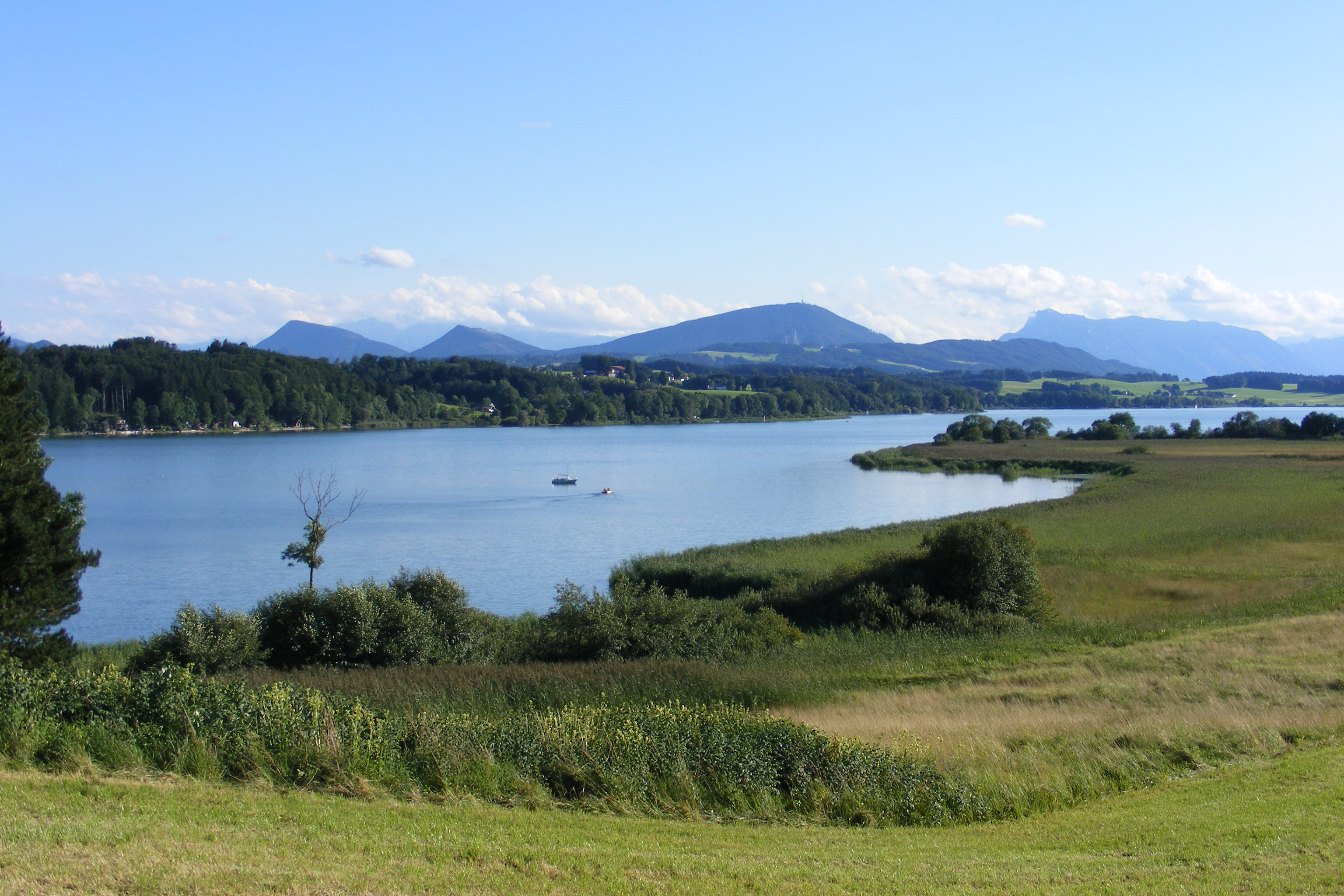
Vue sur le lac Wallersee.

La commune est située au bord du lac Wallersee, dans la partie nord-est de la région historique de Flachgau, à une vingtaine de minutes de la cité de Salzbourg. 
Grâce à cette proximité, une grande palette d’activités de loisirs est disponible. Cette offre, comprenant cinémas, musées et nombreuses piscines est accessible par les transports publics du S-Bahn de Salzbourg. Des écoles spécialisées comme l’école technique ou l’école d’art qui se trouvent à Salzbourg sont aussi facilement accessibles.
Localités de Seekirchen am Wallersee :
- Bayerham
- Brunn
- Fischtaging
- Halberstätten
- Huttich
- Kothgumprechting
- Kraiham
- Mayerlehen
- Mödlham
- Ried
- Schmieding
- Schmiedkeller
- Schöngumprechting
- Seekirchen am Wallersee
- Seewalchen
- Waldprechting
- Wies
- Wimm
- Wimmsiedlung
- Zaisberg

## Histoire
La région de Seekirchen est peuplée depuis l’âge du néolithique. Après les Celtes (au VIe siècle av. J.-C.) et 500 ans de règne romain, les Bavarii se sont établis près du lac Wallersee.
En 696, l’épiscopal Rupert de Worms, suivant une ancienne voie romaine, est arrivé à Seekirchen et y fit construire une église près du lac (d'où la ville a obtenu son nom) en l’honneur de Saint Pierre. En 1424, Seekirchen a obtenu le statut de « bourgade » (Markt).

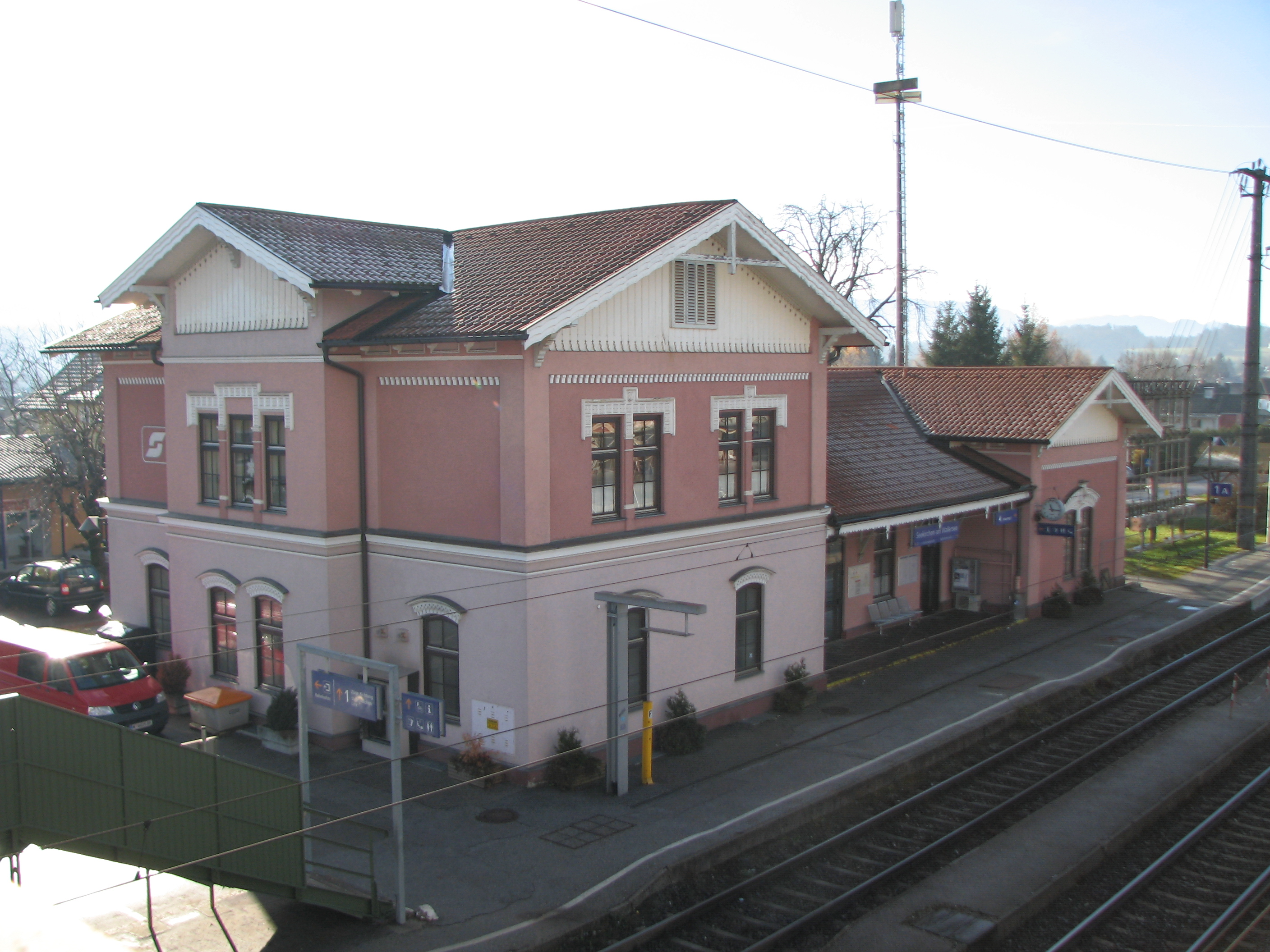
La gare de Seekirchen.

La construction de la Kaiserin Elisabeth-Bahn de Vienne à Salzbourg (Westbahn, cette ligne ferroviaire a été inaugurée par l’impératrice Élisabeth en 1860) a donné aux voyageurs la possibilité de se déplacer rapidement. À cette époque, la production de fromage (de l’Emmental, notamment) a été le premier pas vers une spécialisation de l’agriculture dans l’élevage laitier.
Au cours de l’année 1996, Seekirchen a célébré ses 1300 ans d’existence. Ainsi Seekirchen est le lieu le plus ancien d’Autriche dont des documents attestent l’existence. Il obtient le statut de ville en 2000.

## Jumelage
Brou (France), depuis 1968

## Économie
L’économie de Seekirchen est empreinte de ses petites et moyennes entreprises. Plus de 300 entreprises emploient moins de 5 employés. Seekirchen a pu garder cette structure commerciale. 
Plus de 65 petites et moyennes entreprises, métiers artisanaux, la gastronomie et les prestations de services sont dans les mains du < Citymarketing Seekirchen >. Cette association existe depuis 2004 et est financée par la commune de Seekirchen et la fédération de tourisme. Son but principal est de stimuler le centre-ville et d’organiser des activités publicitaires. 
4000 des 5000 hectares de la superficie de Seekirchen sont utilisés pour l’agriculture et la forêt. Le lait de 4800 vaches à lait est utilisé pour la fabrication de l’Emmental. 

## Culture
Seekirchen dispose d’un centre culturel, qui s’appelle < Emailwerk > et est exploité par l’association culturelle < Kunstbox >, qui est fondée en 2004.
Le but de l’association culturelle KunstBox est la promotion d’activités culturelles à Seekirchen et dans la région. En plus elle offre la possibilité de formations continues.

## Sport
Il y a de nombreux clubs de sport à Seekirchen, par exemple : des clubs de foot, de volley et de balle au poing. 
Il y a beaucoup de terrains où l'on peut pratiquer ces activités tels qu’un stade, de différentes salles d’escalade, des écuries pour faire du cheval et une piste de rollers.
En plus, la nature et le lac à Seekirchen offrent de nombreuses possibilités pour faire de la randonnée et toutes sortes de sports aquatiques.